# Josef Zechner
Josef Zechner (* 1955 in Judenburg) ist ein österreichischer Finanzökonom. Er ist derzeit Senior Professor am Institute for Finance, Banking and Insurance der Wirtschaftsuniversität Wien.

## Werdegang
Josef Zechner schloss das Diplomstudium der Betriebswirtschaftslehre an der Karl-Franzens-Universität Graz 1978 ab und promovierte ebendort im Jahr 1980 bei Peter Swoboda. 1987 folgte seine Habilitation  mit dem Titel Der Einfluss von Steuern auf die optimale Kapitalstruktur von Unternehmungen und die Verleihung der Venia Legendi durch die Karl-Franzens-Universität Graz.
Von 1985 bis 1990 war er Assistant Professor an der Sauder School of Business der University of British Columbia, anschließend bis 1993 Tenured Associate Professor ebendort. 1991/92 forschte er als Visiting Scholar an der Graduate School of Business der Stanford University.
1993 nahm er einen Ruf als ordentlicher Professor an die Universität Wien an, wo er bis 2008 lehrte. Seit 2008 hat er eine Professur an der Wirtschaftsuniversität Wien.
Seit 2004 ist Zechner wirkliches Mitglied der Österreichischen Akademie der Wissenschaften (OEAW).
2007 wurde er mit dem Ehrendoktorat der Ludwig-Maximilians-Universität München ausgezeichnet.

## Forschung
Josef Zechner ist ein international renommierter Forscher auf den Gebieten der betrieblichen Finanzwirtschaft, Finanzintermeditation und des Asset Pricing.
Zu seinen wichtigsten Forschungsthemen zählen Fragen der dynamischen Finanzierungsentscheidungen von Unternehmen, zur Rolle des Aktionärsaktivismus sowie zur Bedeutung des nachhaltigen Investierens.

## Ausgewählte Mitgliedschaften und Herausgeberschaften
Josef Zechner ist ehemaliger Präsident und derzeit Vorsitzender (Chair) der European Finance Association (EFA).
Er war der erste an einer nicht-nordamerikanischen Universität tätige Präsident der Western Finance Association (WFA).
Von 2003 bis 2012 war Josef Zechner gemeinsam mit Marco Pagano Herausgeber der Review of Finance.
Er war Mitglied des Beratenden Wissenschaftlichen Ausschusses (ASC) der Europäischen Zentralbank (EZB) und ist Gründungspartner und Mitglied der wissenschaftlichen Leitung von IQAM Invest, einer österreichischen Vermögensverwaltungsgesellschaft.

## Ausgewählte Publikationen
- Edwin O. Fischer, Robert Heinkel, Josef Zechner: Dynamic Capital Structure Choice: Theory and Tests. In: The Journal of Finance. Band 44, Nr. 1, März 1989, ISSN 0022-1082, S. 19–40, doi:10.1111/j.1540-6261.1989.tb02402.x.
- Robert Heinkel, Alan Kraus, Josef Zechner: The Effect of Green Investment on Corporate Behavior. In: The Journal of Financial and Quantitative Analysis. Band 36, Nr. 4, Dezember 2001, S. 431–449, doi:10.2307/2676219, JSTOR:2676219.
- Anat R. Admati, Paul Pfleiderer, Josef Zechner: Large Shareholder Activism, Risk Sharing, and Financial Market Equilibrium. In: Journal of Political Economy. Band 102, Nr. 6, Dezember 1994, ISSN 0022-3808, S. 1097–1130, doi:10.1086/261965.
- Marco Pagano, Ailsa A. Röell, Josef Zechner: The Geography of Equity Listing: Why Do Companies List Abroad? In: The Journal of Finance. Band 57, Nr. 6, 2002, S. 2651–2694, doi:10.1111/1540-6261.00509.
- Michael J. Brennan, Vojislav Maksimovic, Josef Zechner: Vendor Financing. In: The Journal of Finance. Band 43, Nr. 3, 1988, S. 1127–1141, doi:10.1111/j.1540-6261.1988.tb03960.x.
- Jonathan B. Berk, Richard Stanton, Josef Zechner: Human Capital, Bankruptcy, and Capital Structure. In: The Journal of Finance. Band 65, Nr. 3, 2010, S. 891–926, doi:10.1111/j.1540-6261.2010.01556.x.
- Marco Pagano, Christian Wagner, Josef Zechner: Disaster resilience and asset prices. In: Journal of Financial Economics. Band 150, Nr. 2, 2023, doi:10.1016/j.jfineco.2023.103712.